# Komarr
Komarr – powieść fantastyczno-naukowa amerykańskiej pisarki Lois McMaster Bujold, część Sagi Vorkosiganów. Powieść niewydana w języku polskim, była nominowana do nagrody Locusa w 1999 r. Wygrała nagrodę Premio Italia w 2002 r. za najlepszą powieść zagraniczną.

## Fabuła
Komarr, planeta okupowana przez Barrayar. Miles Vorkosigan pełniąc nową funkcję, cesarskiego audytora, przylatuje tu, by zbadać przypadek uszkodzenia satelity retransmitującego energię słoneczną, kluczowego dla trwającego terraformowania planety. Wraz ze starszym, doświadczonym audytorem, profesorem Vorthysem mają sprawdzić, czy wypadek nie był skutkiem sabotażu. Audytorzy kwaterują w mieszkaniu rodziny profesora, barrayarskiego inżyniera i administratora, Etienne'a Vorsoissona i jego żony, Ekateriny. Vorsoisson, znerwicowany i dwulicowy człowiek, okazuje się być zaangażowany w aferę defraudacyjną, zaś Miles jest coraz bardziej zafascynowany gospodynią. Gdy Ekaterina odkrywa drugie życie swego męża decyduje się odejść od niego, przerywając lata nieszczęśliwego małżeństwa. Usiłując uratować twarz i oczyścić się z winy Vorsoisson denuncjuje niedawnych wspólników, lecz schwytany wraz z Milesem przez nich umiera na skutek nieszczęśliwego zaniedbania. Spiskowcy znikają, a Miles zarządza energiczne śledztwo. Kilka dni później Ekaterina leci na stację orbitalną po żonę profesora i niechcący wpada w środek afery. Panie zostają wzięte do niewoli przez ukrywających się spiskowców, ale Ekaterina znajduje sposób, by zniszczyć kluczowe dla ich planu urządzenie. Miles udaremnia spisek, ratuje zakładniczki, a przy okazji uświadamia sobie, że chyba wreszcie znalazł miłość swego życia.
W odróżnieniu od poprzednich książek Sagi Vorkosiganów, narracja jest podzielona między Milesa i Ekaterinę.